# جون ويلر ليفيت
جون ويلر ليفيت (3 تموز\يوليو، 1790 – تموز\يوليو 17، 1870)[بحاجة لمصدر] هو رجل أعمال أمريكي شهير من نيويورك، أسس شركة J. W. & R. Leavitt، أُعلِن معسراً في نهاية الأمر، وهو جدّ رسامة البورتريه الأمريكية سيسيليا بو التي كانت ترسم أفراد العائلة عادةً.
أدار ليفيت الشراكة التجارية المملوكة للعائلة، وكان أحد أبرز رجال الأعمال في عصره، إلا أن الانتكاسات المالية تسببت في إفلاس الشركة. على الرغم من الانتكاسات المالية، استمر ليفيت وزوجته في المساعدة في تربية حفيدتهما الرسامة بو بعد وفاة والدتها بعد وقت قصير من ولادتها وهرب والدها الفرنسي إلى فرنسا.